# Kopierpapier

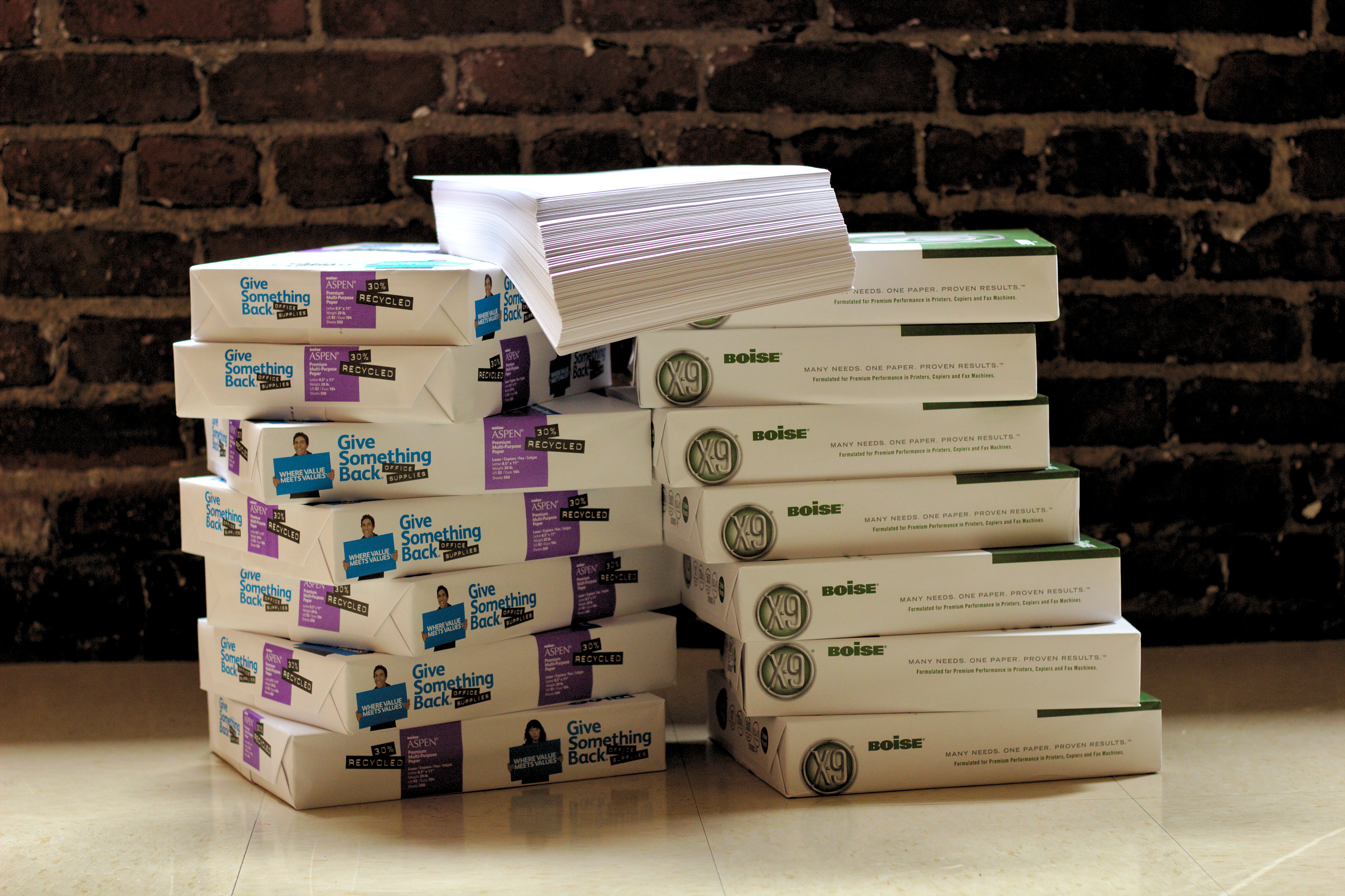
Kopierpapier, oben als offener Stapel, darunter verpackt

Unter Kopierpapier versteht man holzfreies, ungestrichenes Papier, das in Standardformaten von A4 oder A3 in speziellen Maschinen, den sogenannten Kleinformatschneidern, geschnitten wird.
Die Papiere wurden speziell für die Verwendung in Farb- oder Schwarz-Weiß-Kopiergeräten entwickelt und müssen neben einer guten Aufnahme und Verankerung der Kopiererfarbe (des Toners) auch gute Laufeigenschaften (sog. Verdruckbarkeit, engl. runability) auf den Druckrollen aufweisen – selbst während der kurzzeitigen Erhitzung durch das Kopiergerät. Die Verdruckbarkeit hängt im Wesentlichen von der Dichte und Größe der Papierfasern sowie der Papierstärke ab. Ein weiterer Faktor der Verdruckbarkeit ist die Benetzbarkeit, die Aufschluss darüber gibt, inwiefern die gewählte Papiersorte für den Druck mit zum Beispiel Druckertinte geeignet ist.
Kopierpapiere werden sowohl aus Recyclingfasern (Sekundärfasern) als auch aus Zellstofffasern beziehungsweise Holzstofffasern (Primärfasern) erzeugt.
Moderne Kopierpapiere werden durch Spezialpapiermaschinen bereits dreilagig hergestellt, um dem Produkt gezielte Qualitätseigenschaften wie verbesserte Verdruckbarkeit mitzugeben und weisen eine Alterungsbeständigkeit von über 200 Jahren auf.